# First Bank
First Bank este o bancă din România deținută de grupul Intesa Sanpaolo fondată în 1995. Aceasta a avut denumirile de Pater Bank, Piraeus Bank Romania. În 2020, banca a fuzionat cu Bank Leumi România.

## Istoric
Fostul Piraeus Bank a intrat pe piața bancară din România în anul 2000 prin achiziționarea Pater Bank cu 2 sucursale de la Budapest Bank din Ungaria, membră a grupului General Electric Capital.
Fostul Piraeus Bank avea o rețea 180 de sucursale, 1.971 de angajați și active de 2,3 miliarde euro în iunie 2009. În iulie 2010, Piraeus Bank România avea 300.000 de clienți.
În 2018, grupul Piraeus Bank vinde acțiunile către J.C. Flowers & Co. (76,1%), Banca Europeană pentru Reconstrucție și Dezvoltare (19%) și către conducerea băncii (4.9%).
În 10 iulie 2019, First Bank finalizează achiziția Bank Leumi România și preia cele 14 surcursale ale sale. De la 1 mai 2020, Bank Leumi România devine First Bank.
În octombrie 2023, grupul Intesa Sanpaolo a cumpărat First Bank.